# Fòrum Social Mundial de les Economies Transformadores
El FSMET és un Fòrum temàtic que s'engloba dins del Fòrum Social Mundial (FSM). El primer FSM es va celebrar del 31 de gener al 5 de febrer del 2001 a Puerto Alegre (Brasil) i va reunir a més de 12.000 persones. Aquesta primera edició la va organitzar l'Associació internacional per la Taxació de Transaccions Financeres per l'Ajuda al Ciutadà (ATTAC) i el Partit dels Treballadors del Brasil.
Des de llavors, s'han realitzat setze edicions, i s'ha celebrat a diferents països com l'Índia, Kènia, Senegal, Tunisia o Canadà. El FSM reuneix a milers de persones de moviments de la societat civil que s'oposen al neoliberalisme i que persegueixen ser una alternativa al actual model capitalista.
El Fòrum Social Mundial de les Economies Transformadores és el procés de confluència dels diferents moviments de l'economia alternativa, els que anomenem economies transformadores Arxivat 2019-10-22 a Wayback Machine. a un nivell local i internacional.
A través d'aquesta iniciativa es vol donar visibilitat pública i reconeixement als projectes d'economies transformadores, tot proporcionant una narrativa alternativa per a fer front al discurs hegemònic capitalista, tal com es va anunciar a l'últim Fòrum Social Mundial de Salvador de Bahia des de la Xarxa d'Economia Solidària de Catalunya (XES), la Red Intercontinental de Promoción de la Economía Social i Solidaria (RIPESS), i la Red de Redes de Economía Alternativa y Solidaria (REAS).
El principal objectiu d'aquest procés és acostar moviments socials i iniciatives que comparteixin la voluntat de posar al centre de l'economia les persones i el medi ambient, i d'acabar amb l'economia basada en l'extracció, el creixement, la competitivitat i el mercat, i que lluitin per caminar cap a societats resilients i col·laboratives que construeixin i reforcin aliances i accions estratègiques a base de treballar juntes.
Les dinàmiques de poder i privilegi també estan presents en les economies transformadores, per això es vol assegurar una mirada atenta que asseguri la diversitat dels subjectes que participen d'aquest procés.
El FSMET vol unir forces entre tots aquells processos de confluència que ja s'estan donant i pràctiques existents per construir juntes una agenda global inclusiva per reivindicar l'altre món que ja existeix.
La decisió d'emprendre aquest procés a Barcelona no és casual: Catalunya és un referent mundial del cooperativisme i l'economia solidària, amb una història marcada per les lluites socials. Un cop més, el país destacarà en l'escena mundial pel seu compromís social i la seva voluntat de construir un món millor.

## Moviments transformadors
El Fòrum Social Mundial de les Economies Transformadores s'organitza des de quatre eixos de les anomenades economies transformadores:

### Economies Feministesi amb perspectiva de gènere
Busquen desplaçar els mercats i el capital com a centre de l'organització socioeconòmica i situar-hi la vida i tots els processos que la fan possible de manera sostinguda, amb especial importància de l'economia de les cures i el paper clau de la dona i dels valors feminitzats dins d'aquest processos.

### ElMoviment Agroecològici deSobirania Alimentària
Té un paper clau en el replantejament del model agroalimentari com a peça bàsica per al sosteniment de la vida, que és també el replantejament de la nostra relació amb la Terra i els cicles naturals, i que, per tant, connecta la seva lluita amb totes les lluites per la defensa de la terra, encapçalades per l'ecologisme social i moviments com el Decreixement.

### ElsComunsnaturals, urbans, digitals i de coneixement
Suposen una tercera via en la manera de gestionar els recursos i produir valor, basada en la gestió comunitària, trencant la dualitat estat-mercat com a únics espais visibles i legitimats per a la producció, gestió i assignació de recursos del sistema econòmic.

### L'Economia Social i Solidària, incloent elcomerç just, elcooperativismei lesfinances ètiques
Construïts sobre les bases del cooperativisme i la construcció de mercats socials, hibridant l'economia social tradicional amb noves pràctiques d'autoorganització i democratització de l'economia en totes baules del cicle econòmic, proveint béns i serveis per a la satisfacció de necessitats en comptes del lucre.
Seguint l'esperit dels Fòrums Socials Mundials, volem traslladar els objectius dels moviments socials de base a les administracions públiques (sobretot a nivell municipal i regional), amb la perspectiva de construir polítiques públiques que fomentin formes més humanes d'entendre l'economia. També volem apropar el treball que es fa a les universitats i centres de recerca en l'àmbit de les economies transformadores. Per això, s'inclouran dos eixos transversals: de polítiques públiques i de formació i investigació, que treballaran de manera articulada amb la resta dels eixos.

## Procés

### 5-7 abril 2019: Construïm el FSMETArxivat22 October 2019[Date mismatch]aWayback Machine.
Trobada de treball amb entitats vinculades a les economies transformadores, xarxes i moviments a nivell local i internacional. En aquesta primera trobada es va tractar de reconéixer els diferents actors, establir els reptes a debatre, i el procés cap a 2020. També es van acordar els plans de treball, el model de governança, i es van validar les properes passes a seguir. La trobada es va celebrar a l'edifici històric de la Universitat de Barcelona (UB) i van participar-hi vora 300 persones de més de 40 països diferents.

### 18-19 juliol 2019: Trobada de xarxes internacionalsArxivat22 October 2019[Date mismatch]aWayback Machine.
Aquesta trobada de treball va reunir a Barcelona més d'una vintena de xarxes internacionals vinculades a les economies transformadores, amb la finalitat de donar un nou impuls al procés cap al Fòrum. Les xarxes que van participar són les següents:
- Alliance for Food Sovereignty in Africa
- Campaña por un Currículum Global para la Economía Social y Solidaria
- C.I.T.I.E.S.S
- Confederación Latinoamericana de Cooperativas y Mutuales de Trabajo (Colacot)
- Commons Network
- Ecolise
- Federación Europea de Finanzas y Banca Ética y Alternativa (FEBEA)
- Red Latinoamericana de Mujeres Transformando la Economía (REMTE) Arxivat 2019-10-22 a Wayback Machine.
- Fondo Mundial para el Desarrollo de las Ciudades (FMDV)
- Plataforma Global por el Derecho a la Ciudad (GPR2C) Arxivat 2020-01-19 a Wayback Machine.
- Habitat International Coalition (HIC)
- Red Intercontinental de Promoción de la Economía Social y Solidaria (RIPESS)
- Quartiers du monde
- Red de Redes de la Economía Alternativa y Solidaria (REAS)
- Remix the Commons
- Systemic Alternatives
- Transform! Europe
- Urgenci
- World Fair Trade Organization (WFTO)
- WoMin
- Xarxa d'Economia Solidària de Catalunya (XES)
- Developing Alternatives for Women in a New Era (DAWN)
- RïSE Arxivat 2019-10-22 a Wayback Machine.
- International Planning Committee for Food Sovereignty (IPC)
- Wikimedia Foundation
- ATTAC
- Association for Women in Development (AWID)

La major part d'aquestes xarxes van decidir conformar el Comité Coordinador del procés cap al Fòrum de 2020, juntament amb la confluència local de Barcelona com a seu de l'esdeveniment.

### 25-28 juny 2020: Fòrum Social Mundial de les Economies TransformadoresArxivat22 October 2019[Date mismatch]aWayback Machine.
Es vol que sigui una cita diversa on hi hagi una àmplia representació dels cinc continents i del màxim de col·lectius possibles com podrien ser, entre d'altres, camperols, indígenes, espirituals, okupes, LGTBI, moviments feministes, juvenils, del món de l'educació, de l'economia digital, del periodisme alternatiu o del món laboral com sindicats o unions de treballadors.
La idea serà donar a conèixer els projectes d'economies transformadores que ja existeixen i que són la demostració que hi ha una altra via al model capitalista. A més, la trobada busca construir ponts entre les entitats, organitzacions o xarxes d'arreu del planeta. Per assolir aquests reptes, el FSMET inclourà activitats com visites guiades, un fòrum infantil, escoles d'activisme, un àgora que albergui tallers i micro-xerrades, una zona de creativitat, una àrea d'autogestió i un espai de participació virtual.
També es persegueix que sigui un espai útil d'interconnexió entre els eixos, on es concreti una agenda mundial comú sobre les economies transformadores, amb compromisos col·lectius i acords específics, tot assegurant la continuïtat del moviment després del procés de confluència de dos anys.